# Phenix City, Alabama
Phenix City là một thành phố thuộc quận Russell, tiểu bang Alabama, Hoa Kỳ. Dân số năm 2009 là 31100 người, mật độ đạt 433 người/km².